# جون باري (لاعب كرة مضرب)
جون باري (بالإنجليزية: John Barry)‏ هو لاعب كرة مضرب نيوزيلندي، ولد في 10 ديسمبر 1928 في نيوزيلندا.

## وصلات خارجية
- جون باري على موقع رابطة محترفي التنس (الإنجليزية)
- جون باري على موقع الاتحاد الدولي لكرة المضرب (الإنجليزية)
- جون باري على موقع كأس ديفيز (الإنجليزية)
- جون باري على موقع أرشيف التنس.كوم (الإنجليزية)
- جون باري على موقع خلاصة التنس.كوم (الإنجليزية)